# Norman Whitaker
Norman Tweed Whitaker est un joueur d'échecs et un escroc américain né le 9 avril 1890 à Philadelphie et mort le 20 mai 1975 à Phenix City en Alabama. Considéré comme un des meilleurs joueurs américains des années 1920 et du début des années 1930, Whitaker fit de nombreux séjours en prison pour diverses escroqueries. La Fédération internationale des échecs lui décerna le titre de maître international du jeu d'échecs en 1965.

## Biographie
Whitaker avait une formation de juriste et exerça au service du United States Patent and Trademark Office (le bureau américain des brevets). Pendant la Première Guerre mondiale, il échappa à la conscription en voyageant dans le pays mais il fut interdit d'exercer le métier d'avocat en 1924. 
À partir du début des années 1920, il organisa avec des membres de sa famille des escroqueries qui le conduisirent à plusieurs reprises en prison. 
En 1932-1933, Whitaker atteignit la notoriété pendant l'affaire du bébé Lindbergh lorsqu'il tenta d'escroquer 104 000 dollars d'une riche héritière en prétendant être en contact avec les ravisseurs du bébé de Lindbergh. Il fut arrêté en 1932 avec son complice et condamné à quinze ans de prison.
Whitaker participa également à des trafics d'automobiles et à diverses autres escroqueries.

## Carrière de joueur d'échecs
Whitaker remporta le championnat open des États-Unis en 1923 à San Francisco et en 1930 à Chicago. En 1921, il finit deuxième du congrès américain d'échecs organisé à Atlantic City. Ce tournoi fermé (sur invitation), qui réunissait les meilleurs joueurs des États-Unis, fut remporté par David Janowski et Whitaker réussit à battre Janowski et le meilleur joueur américain Frank Marshall.
En 1927, après une libération de prison, Whitaker remporta le congrès de la National Chess Federation à Kalamazoo (Michigan) devant le prodige Samuel Reshevsky. En 1928, il participa à son premier tournoi hors des États-Unis, à La Haye, le championnat du monde amateur organisé en même temps que l'Olympiade d'échecs de 1928. Il finit quatrième ex æquo sur les quinze participants avec 9,5 points marqués sur 14. Le vainqueur était le futur champion du monde Max Euwe.
Du fait de ses nombreux séjours en prison, Whitaker ne fut pas sélectionné dans les équipes américaines qui participèrent aux olympiades d'échecs à partir de 1930.

## Publications
- (en) Norman T. Whitaker et Glenn E. Hartleb,, 365 Selected Endings : One For Each Day of the Year, 1960, 336 p. (ISBN 0-923891-84-6).
- (en) Norman T. Whitaker, « Sixty-five Years in American Chess », Chess Life,‎ décembre 1969, p. 502–504.